# Aksiónovo
Aksiónovo (en rus: Аксёново) és un poble de l'óblast de Riazan, a Rússia, segons el cens del 2010 tenia 23 habitants.